# Lista över stadsarkitekter i Askersund
Historik över stadsarkitekter i Askersunds stad. 
| Namn               | Stadsarkitekt |
| ------------------ | ------------- |
| Sigurd Fredriksson | 19?? - 19??   |
| Stig Perryd        | 19?? - 19??   |